# Luxiaria alfenusaria
Luxiaria alfenusaria är en fjärilsart som beskrevs av Walker 1860. Luxiaria alfenusaria ingår i släktet Luxiaria och familjen mätare. Inga underarter finns listade i Catalogue of Life.